# シュートアウト
シュートアウト (Shootout) は、北米アイスホッケーリーグNHLが2005年以来採用しているタイブレークの方法である。

## 試合が終わって同点の場合
アイスホッケーでは20分の「ピリオド」を3回行う。これで決着がつけば試合は終了。同点で試合が終わった場合、まずはサドンデス方式による延長戦 (OT) を行うが、それにおいては本来の5+1vs.5+1ではなく、4+1vs.4+1方式をとる。2015-16シーズンからは3+1vs.3+1方式となった。それでも決着がつかない場合、このシュートアウトを採用する。

## シュートアウトの方式
まず、ホームチームが先攻か後攻か選ぶ。NHLにおいて、2005 - 06シーズンはホームチームは必ず後攻だった。
両チームはまず3人ずつ「シューター」を決める。シューターはそれぞれペナルティーショットを行う。得点が入るとシュートアウトの得点に1点加算される。
決着がつかなかった場合（2人目終了地点で2点差がついている場合は終了）、4人目以降がペナルティーショットを行うサドンデスに突入する。NHLでは2005－2006シーズンのワシントン・キャピタルズとニューヨーク・レンジャースの試合で、15ラウンドまで行ったことがある。
得点を多く入れたチームにはシュートアウト以前の得点に1点は加えられ勝利チームとなる。

## シュートアウトの達人たち
- エイドリアン・オコイン (Adrian Aucoin, フェニックス・コヨーテズ) …ディフェンスマンながら、2009 - 10シーズン中〜終盤にかけて、6回連続で決勝点をたたき出すという偉業を成し遂げた。ちなみに決勝点6つも歴代最多。
- エリック・クリスチャンセン (Erik Christensen, ニューヨーク・レンジャース)　…デビュー以降、5シーズンで実に4チームを渡り歩いているが、その間の通算成功率は50%を超える。
- ユッシー・ヨキネン (Jussi Jokinen, カロライナ・ハリケーンズ) …最初のシューアウト以降9回連続でシュートアウトでゴールするという、NHL記録をつくった。また、同年シュートアウトで決めたゴール10個は歴代最多タイ。
- TJ･オッシー (T.J. Oshie, セントルイス・ブルース)　…ここ数年でデビューした若手選手では最高の成功率を誇る。
- ジョー・パベルスキー (Joe Pavelski, サンノゼ・シャークス) …彼もまた通算成功率が50%を超える。
- ジョナサン・テーブス (Jonathan Toews, シカゴ・ブラックホークス)　…シュートアウトが採用されてからゴール数歴代1位であり、初めて50ゴールを超えた選手でもある（2020年現在）。キャリア成功率は5割に迫り、同じ年にデビューしたパトリック・ケインとともにシュートアウトでも貢献している。
- ヴォイテック・ヴォルスキー (Wojtek Wolski, フェニックス・コヨーテズ)　…2008 - 09シーズン、シュートアウトで決めた10ゴールはヨキネンに並んで歴代最多タイ。
- シドニー・クロスビー (Sidney Crosby, ピッツバーグ・ペンギンズ) …2009 - 10シーズンはオリンピック決勝戦での決勝ゴールや、シーズントータルでは51ゴールを決めるなど、彼の更なるブレイクイヤーとなったが、シュートアウトでも10回中8回 (10回以上での成功率歴代2位) という驚異の成功率を誇った。